# 12223 Hoskin
12223 Hoskin (1983 TX) là một tiểu hành tinh vành đai chính.